# Castillo de Castejón

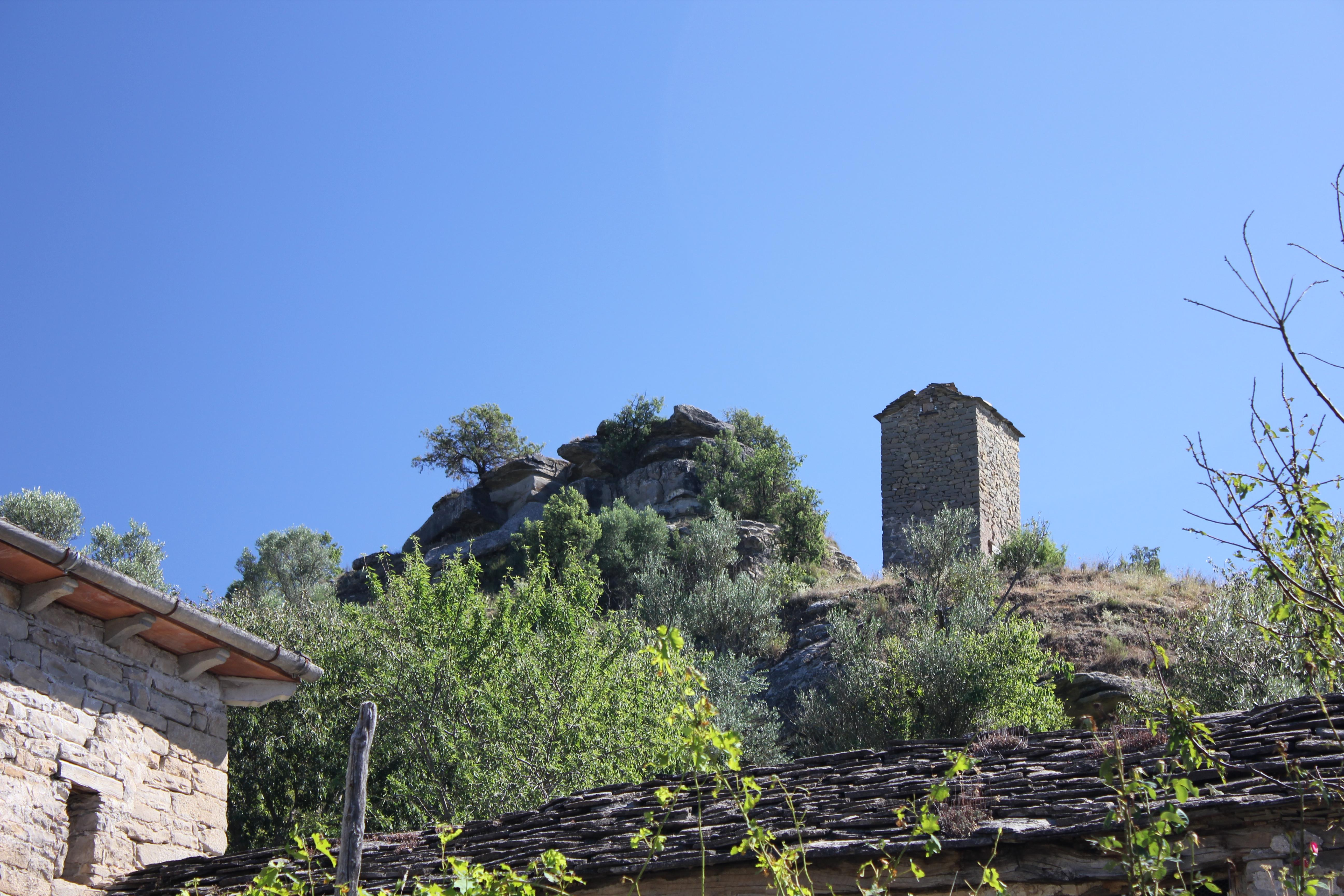
Castillo del Castellar

El castillo del Castellar o de Castejón fue un castillo histórico de Aragón de tipo torraza que se encontraba en Castejón de Sobrarbe, en el actual término municipal de Aínsa-Sobrarbe.

## Ubicación
El castillo se encontraba en lo alto de un tozal llamado del Castellar, con la corona artificialmente allanada. Desde ahí se domina el área visual de la cuenca media del río Susía. En la actualidad no quedan más que hendiduras de 20x6x10 cm en la peña donde probablemente se asentaban fustes de la estructura.

## Historia
El castillo se documenta en 1049 en un pergamino de Ramón Berrenguer denominado como Castellone y de nuevo en 1381 cuando Pedro IV lo vendió a Manuel de Entenza. Dado el topónimo de la localidad, probablemente fuera el origen del actual asentamiento de Castejón.